# Antaresia perthensis
Antaresia perthensis is een niet-giftige slang uit de familie pythons (Pythonidae).

## Naam en indeling
De wetenschappelijke naam van de soort werd voor het eerst voorgesteld door Olive Griffith Stull in 1932. Later werd de slang tot de geslachten Bothrochilus, Morelia en het niet langer erkende Rawlingspython gerekend. Lange tijd behoorde deze soort tot het geslacht Liasis waardoor de oude naam Liasis perthensis vaak wordt gebruikt in de literatuur.

## Uiterlijke kenmerken
De kleur van Antaresia perthensis varieert van geelbruin tot donkerbruin, maar is meestal chocolade-bruin met op de rug enkele rijen kleine donkere tot zwarte vlekjes. De kop is peervormig en afgeplat en heeft grotere schubben. De ogen hebben een verticale pupil; de iris is bruin tot oranje. Deze soort blijft klein, ongeveer 60 tot 70 centimeter, maar het lijf is relatief dik wat bij oudere dieren kan leiden tot een vuistdik lichaam, ondanks de geringe lengte.

## Levenswijze
Deze soort is nachtactief en overdag verstopt de slang zich. Tijdens de schemering wordt de slang actief en jaagt op allerlei kleine zoogdieren, voornamelijk muizen en ratten. Prooidieren worden eerst gewurgd voordat ze worden doorgeslikt.

## Verspreiding en habitat
Antaresia perthensis komt endemisch voor in uiterst westelijk Australië, en alleen in de deelstaat West-Australië. De habitat bestaat uit zowel droge als vochtige tropische en subtropische scrubland, graslanden en savannen.
De slang komt vaak voor in uitgestrekte gebieden met hier en daar vegetatie, omgevallen boomstammen of rotsen waar hij onder kan schuilen. Vanwege het warme klimaat wordt geen winterslaap gehouden, maar wel een minder actieve periode, waarna de paartijd begint. Geprefereerde dagtemperaturen liggen rond de 28 graden en 's nachts rond 20 graden.

## Beschermingsstatus
Door de internationale natuurbeschermingsorganisatie IUCN is de beschermingsstatus 'veilig' toegewezen (Least Concern of LC).